# Dario Cataldo
Dario Cataldo (født 17. marts 1985) er en tidligere professionel italiensk landevejsrytter, der senest kørte for World Tour-holdet Lidl-Trek.